# Sungaya aeta

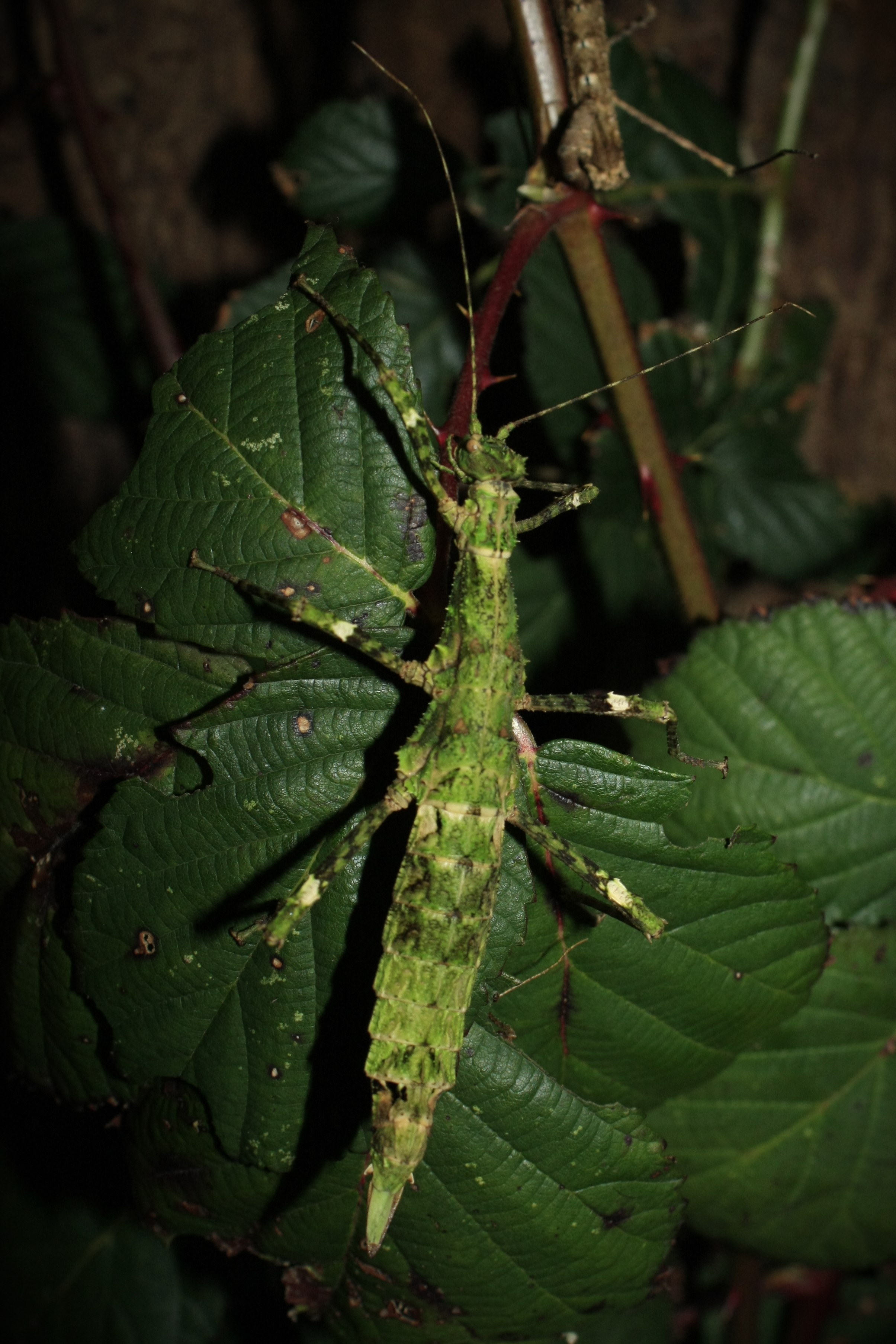
Grünes Weibchen

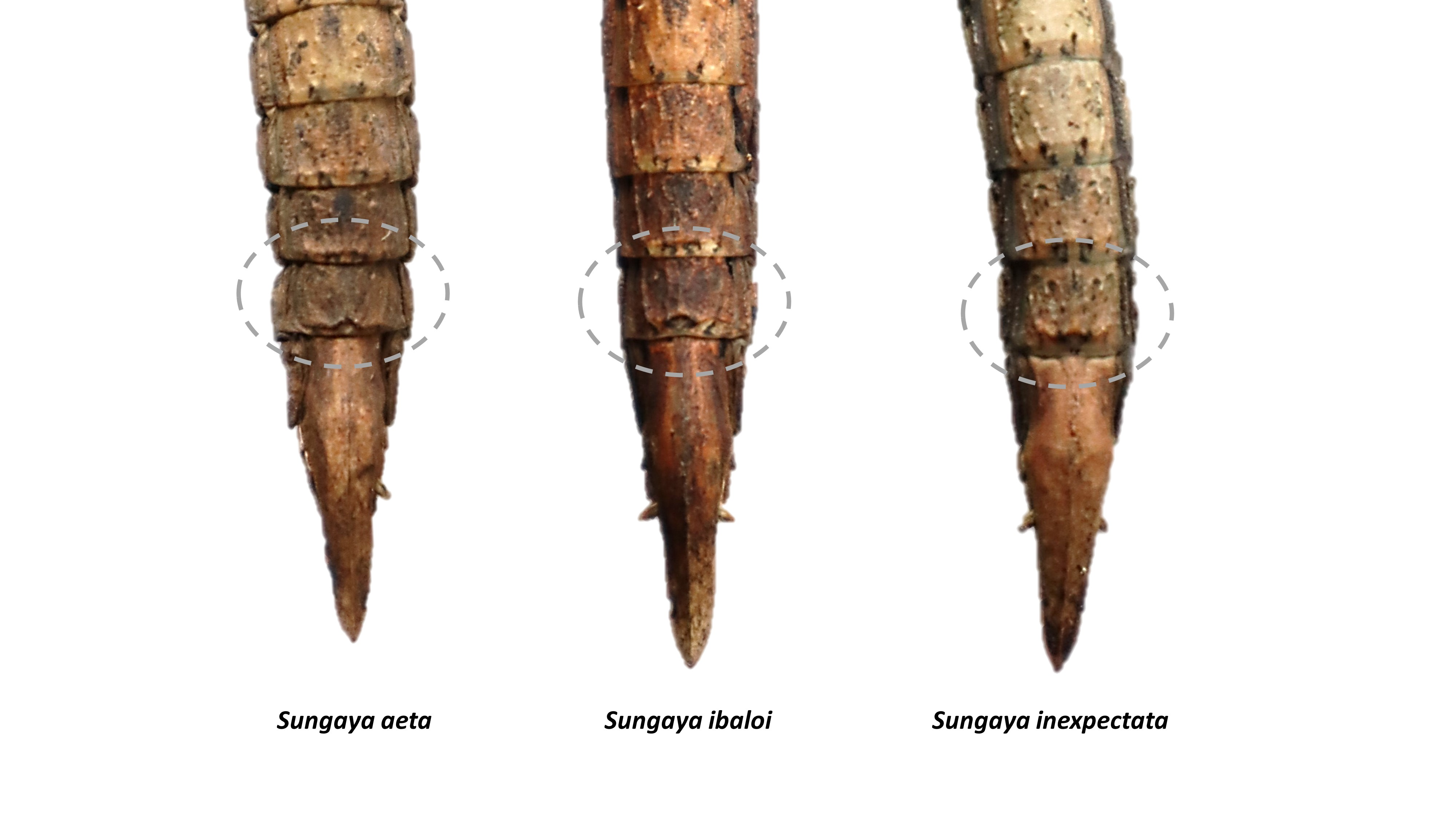
Abdomenenden von Weibchen der drei häufigsten Sungaya Arten mit markiertem siebtem Sternit des Abdomens und dem dort befindlichen Präopercularorgan

Sungaya aeta ist eine Art aus der Familie der Heteropterygidae. Obwohl erst 2023 beschrieben, ist sie unter dem Namen der Typusart der Gattung Sungaya inexpectata, seit 2008 eine der am häufigsten in den Terrarien der Liebhaber gehaltenen Gespenstschrecken-Arten.

## Entdeckung und Vorkommen
Die ersten, sicher dieser Art zuzuordnenden Tiere wurden Anfang Juni 2008 von Thierry Heitzmann in 100 bis 250 m Höhe in Ilanin Forest bei Morong in der Provinz Bataan auf der philippinischen Insel Luzón gesammelt. Bereits Anfang des Jahres 2008 wurden einige Tiere, unter anderem die ersten bekannten Männchen der Gattung, von Orlando L. Eusebio, S. A. Yap und A. R. Larona am Mount Cayapo im Mariveles Gebirge im Barangay Alangan in der ebenfalls zur Provinz Bataan gehörigen Stadtgemeinde Limay gefunden. Zu welcher Art diese Tiere gehören, konnte bisher nicht geklärt werden. Gleiches gilt für Tiere von anderen Fundorten wie etwa Imuguan Falls in der Provinz Nueva Vizcaya.

## Merkmale
Die Weibchen erreichen eine Länge von 71 bis 84 Millimetern. Am Ende des Abdomens befindet sich der für Arten der Obriminae typische schnabelförmige sekundäre Legestachel, der den eigentlichen Ovipositor umgibt. Die Weibchen sind sehr variabel in Muster und Farbe und wesentlich kontrastreicher gefärbt als die Männchen. Meist dominieren dunkelbraune bis schwarze Töne die von hellbraunen Bereichen und schwarzen oder weißen Binden an den Beinen oder am Körper ergänzt werden. Besonders auffällig sind Weibchen mit einem sehr schmalen weißen oder etwas breiteren cremefarbene Längsstrich über den gesamten Körper. Gelegentlich treten Tiere mit rötlicher oder grüner Grundfarbe auf. Beide Farben sind bei den Nymphen bis zum subadulten Stadium am intensivsten. Während die Grünfärbung bei adulten Weibchen häufiger auftritt, bleibt die rötliche Färbung eher bei adulten Männchen wahrnehmbar. Sie sind schlanker und bleiben mit 51 bis 61 Millimetern Länge deutlich kleiner. Meist sind sie ebenfalls hell- oder mittelbraun und zeigen auf dem Meso- und Metanotum einen oft undeutlichen, unterschiedlich breiten Längsstrich, der je nach Grundfarbe dunkelbraunen (auf hellem Grund) oder hellbraun (auf dunklem Grund) sein kann. Im Habitus ähneln sie stark den Männchen der Schwestergattung Trachyaretaon. Beide Geschlechter sind flügellos und oberseits mit kurzen Stacheln auf dem Meso- und Metanotum bewehrt. Diese sind bei den Männchen etwas spitzer. Besonders auffällig ist die für die Gattung typische Stachelkrone am Hinterkopf.
Von den Vertretern der anderen Arten lassen sich die Weibchen beispielsweise durch die Form des Präopercularorgans unterscheiden. Es wird bei Sungaya aeta durch eine deutliche, fast halbkreisförmige mittlere Aushöhlung am hinteren Rand des siebenten Sternits des Abdomens gebildet. Diese ist bei Sungaya inexpectata eher dreieckig und bei Sungaya ibaloi klein, flach und mit einem Paar Tuberkeln versehen. Außerdem sind die Stacheln auf dem Mesonotum größer als bei der insgesamt langgestreckteren und langbeinigeren Sungaya inexpectata. Auch die Männchen wirken etwas gedrungener. Ihr Mesothorax erreicht nur die 2,6-fache Länge des Prothorax, während er bei den Männchen von Sungaya ibaloi die dreifache Länge des Prothorax erreicht.

## Fortpflanzung

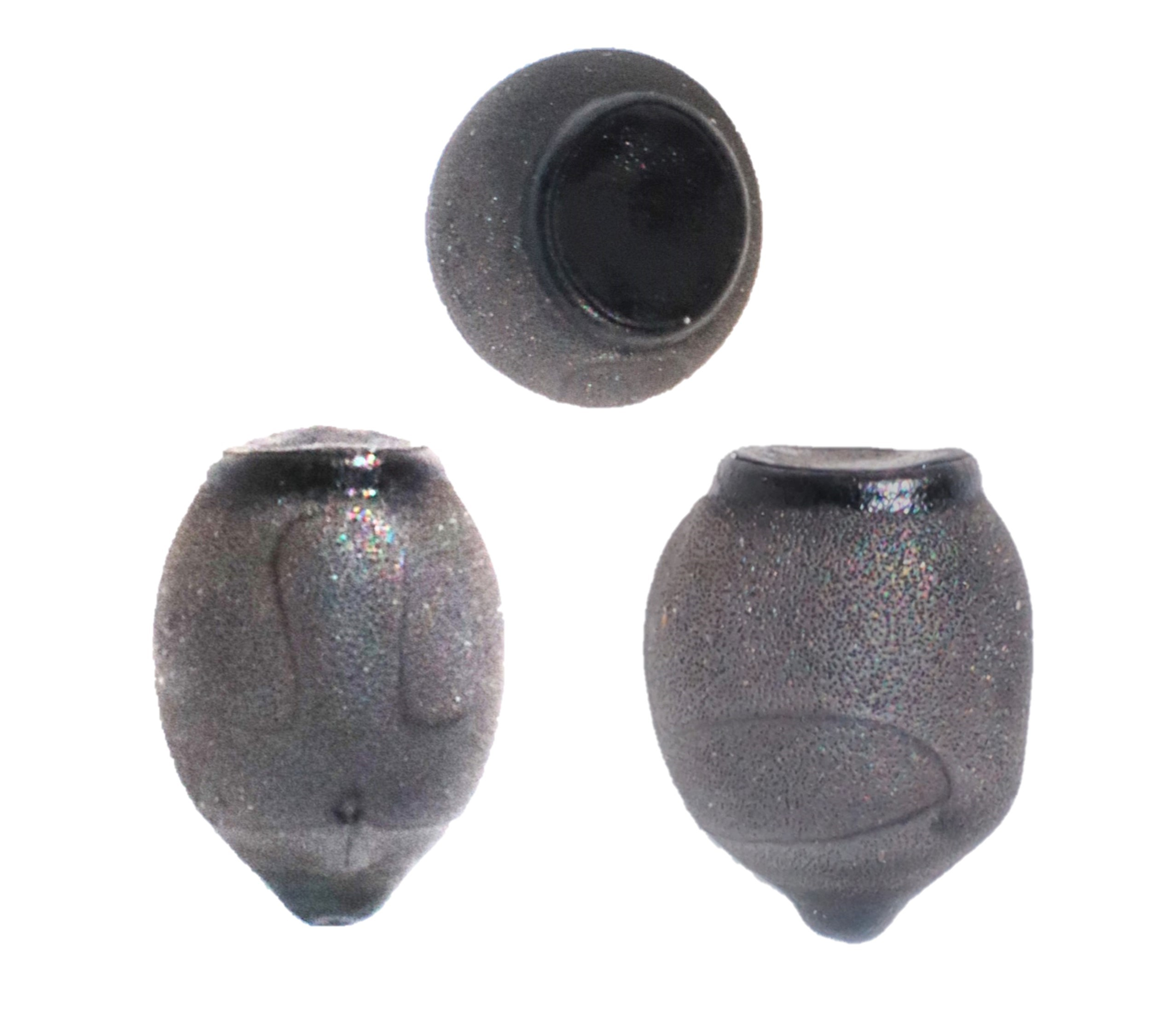
Ei von Sungaya aeta: oben Blick auf den Deckel (Operculum), links von dorsal, rechts von lateral

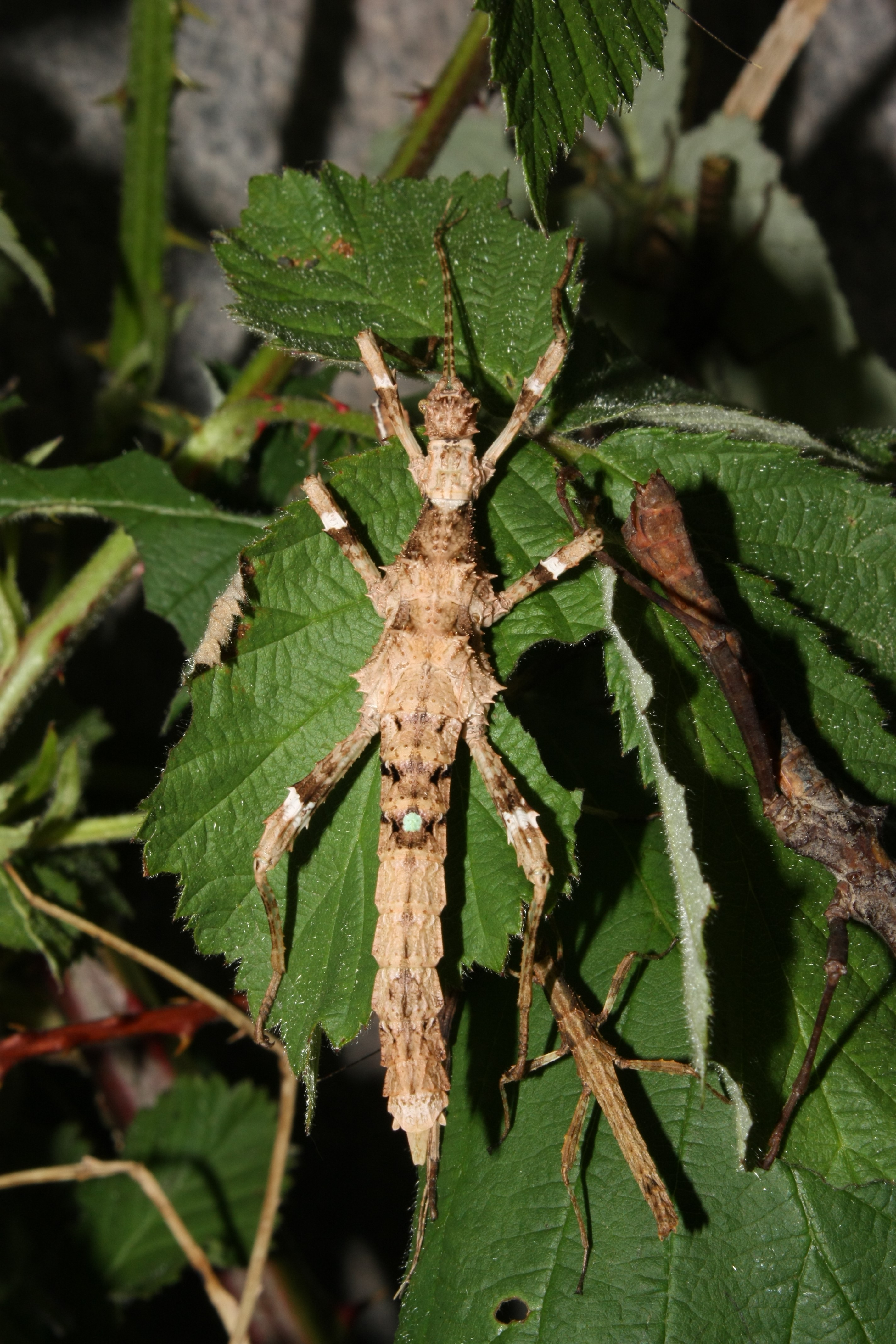
Juvenile Hybride aus Trachyaretaon negrosanon und Sungaya aeta

Die mittels des Ovipositors im Boden abgelegten, in der Mitte bauchig gewölbten Eier sind verhältnismäßig groß und lassen sich anhand der Form gut von denen der anderen Sungaya-Arten unterscheiden. Sie sind etwa 4,8 bis 4,9 mm lang, 3,4 bis 3,5 mm breit und 3,7 bis 3,8 mm hoch. Die Mikropylarplatte ist breit, umgekehrt T-förmig und 3 mm lang. Der Deckel (Operculum) sitzt schräg zur ventralen Seite hin abfallend auf dem Ei, so dass ein Opercularwinkel von etwa 5 Grad entsteht (Siehe auch Bau des Phasmideneies). Nach vier bis sechs Monaten schlüpfen die Nymphen, welche beim Schlupf schon 17 mm lang sind. Frisch geschlüpften Nymphen können sehr hell oder eher dunkelgrau gefärbt. Die zunehmend kräftiger und kontrastreicher werdenden Muster sind in den letzten Stadien vor der Imaginalhäutung am intensivsten. Die gesamte Entwicklung zur Imago dauert etwa drei bis vier Monate.
Sungay aeta wurde im Jahr 2011 mit Trachyaretaon negrosanon, einer damals noch unbeschriebenen Obrimini-Art aus Negros gekreuzt. Die zwei unbeabsichtigt entstanden Weibchen wuchsen zu adulten Tieren heran, erwiesen sich aber als steril und produzierten keinerlei Eier.

## Systematik
Sarah Bank et al. bezogen in ihrer 2021 veröffentlichten, auf Genanalysen basierenden Untersuchung zur Klärung der Phylogenie der Heteropterygidae auch vier Proben verschiedener Sungaya-Stämme ein. Sie konnten zeigen, dass neben der dort als Sungaya inexpectata (Sungay „Highland“) bezeichneten Typusart der Gattung, noch drei weitere, bis dahin nicht beschriebene Arten existieren. Frank H. Hennemann beschrieb 2023 zwei dieser Arten. Eine davon war die als Sungaya sp. (Ilanin Forest) bezeichnete, die er als Sungaya aeta beschrieb. Deren Schwestertaxon wäre eine Art die von Bank et al als Sungaya sp. Limay „Lowland“ in die Untersuchung einbezogen worden war. Ob es sich dabei um Tiere handelt, die auf die 2008 von Eusebio et al. gesammelten Tiere zurückgehen oder überhaupt um einen fundortreinen Stamm oder sogar um durch Hybridisierung entstandene Tiere, bleibt offen. Da Hennemann diese Tiere nicht vorlagen, verzichtete er auf deren Bearbeitung.
Der gewählte Artzusatz „aeta“ ist dem Volk der Aeta gewidmet, das in verschiedenen Teilen der Insel Luzon lebt. Die Aeta gelten als die frühesten bekannten Migranten bzw. Einwohner der Philippinen. Von den im Juni 2008 gesammelten Tieren sind ein Weibchen als Holotypus, sowie vier Weibchen, fünf Männchen und drei Eier als Paratypen im Museum für Naturwissenschaften in Brüssel hinterlegt. Als weitere Paratypen sind dort sechs Männchen und sechs Weibchen aus der Zucht von Joachim Breessel aus dem Jahr 2015 zu finden. In der Belegsammlung von Hennemann befinden sich folgende Paratypen: ein Weibchen, ein Männchen und ein Ei von den 2008er Sammlungstieren aus Ilanin Forest, fünf Weibchen der {\displaystyle {F_{1}}}-Generation aus der Zucht von Rob Krijns aus dem Jahr 2009, sowie neun Weibchen und acht Männchen der {\displaystyle {F_{2}}}-Generation aus seiner eigenen Zucht von 2010.

## Terrarienhaltung

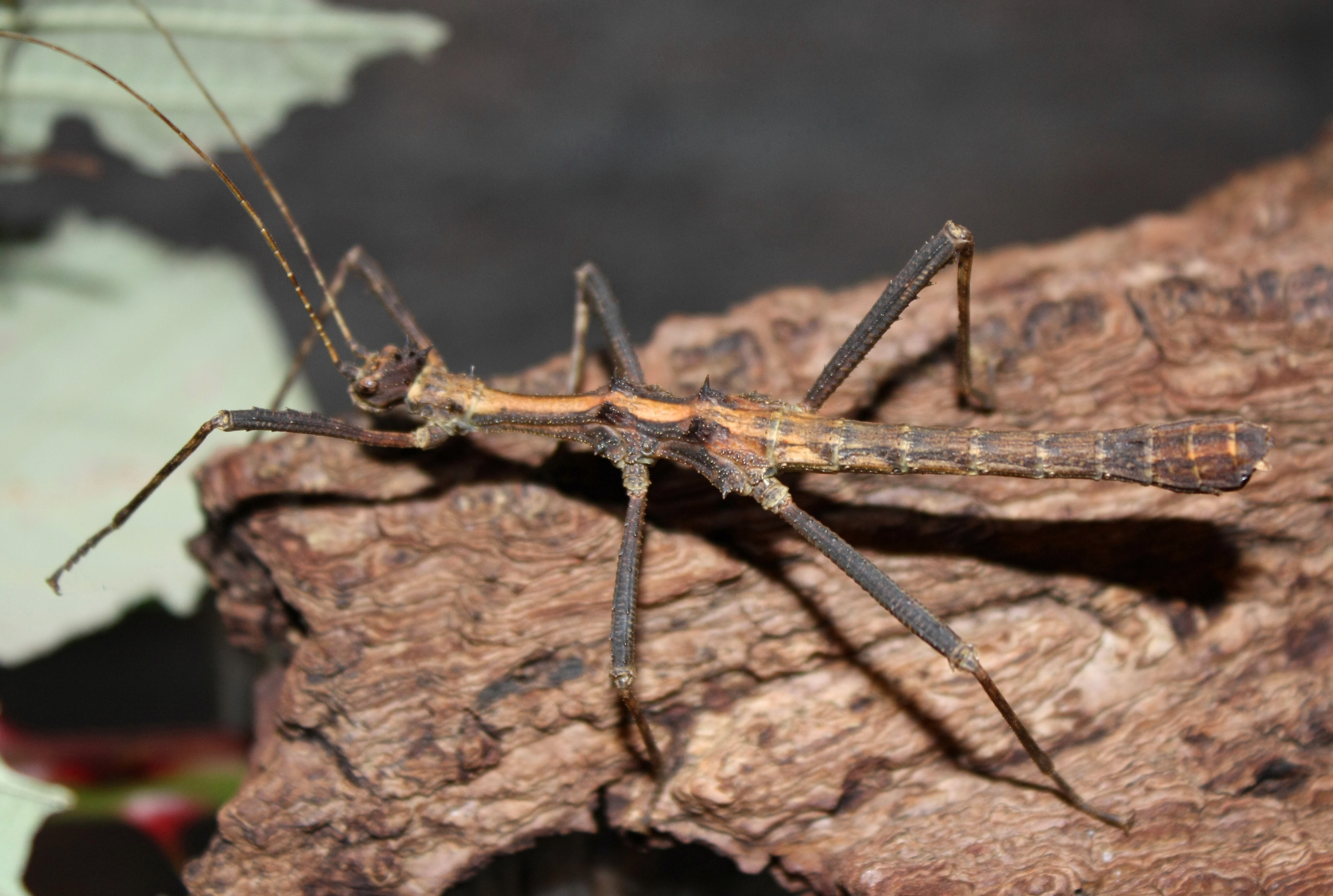
Männchen des als „Lowland“ bezeichneten Zuchtstammes

Der erste bekannte Stamm der Art wurde 2008 aus dem Tiefland von Ilanin Forest importiert. In Abgrenzung zum ersten Zuchtstamm, der echten Sungaya inexpectata, die auf etwa 400 m Höhe also im „Highland“ gefunden wurde, wurden alle bis mindestens 2013 importierten sexuellen Zuchtstämme der Gattung unabhängig von ihrer genauen Herkunft als Sungaya inexpectata „Lowland“ oder seltener Limay „Lowland“ bezeichnet. Die verschiedenen, eingeführten Stämme sind dabei miteinander gekreuzt worden, bevor auf herkunftsreine Stämme geachtet wurde. Deshalb wurde 2017 aus der Region ein neuer Stamm in Zucht gebracht, welcher als Sungaya inexpectata ‚Ilanin Forest‘ oder Sungaya sp. ‚Ilanin Forest‘ bezeichnet wurde. Erst seit der Beschreibung der Art im Jahr 2023 setzt sich zunehmend der Name Sungaya aeta ‚Ilanin Forest‘ für diesen Zuchtstamm durch.
Die Art ist sehr leicht zu halten und zu vermehren. Deshalb und wegen ihrer Farb- und Mustervariabilität ist sie zusammen mit den Mischstämmen der Gattung eine der am weitesten verbreiteten Gespenstschrecken in den Terrarien der Liebhaber. Zur Zucht sind Temperaturen von 22 bis 27 °C und eine Luftfeuchtigkeit zwischen 60 und 80 Prozent ausreichend. Als Futterpflanzen eignen sich die Blätter von Brombeeren und anderen Rosengewächsen, sowie die von Haseln, Rot- und Hainbuche, Spitzahorn, Efeu, Hartriegel, Esche und anderen. Zur Eiablage sollte eine leicht feuchte Erd- oder Sandschicht den Boden bedecken.